# Marina Auto Stadium
O Marina Auto Stadium, anteriormente conhecido como Rochester Rhinos Stadium e Paetec Park, é um estádio de futebol localizado na cidade de Rochester, no estado americano de Nova Iorque.
É pertencente ao clube Rochester Raging Rhinos, e tem sua capacida de 17.500 pessoas sentadas. O estádio foi construído no ano de 2005.
Também é utilizado para a apratica de Lacrosse.